# Cornelis van Bynkershoek

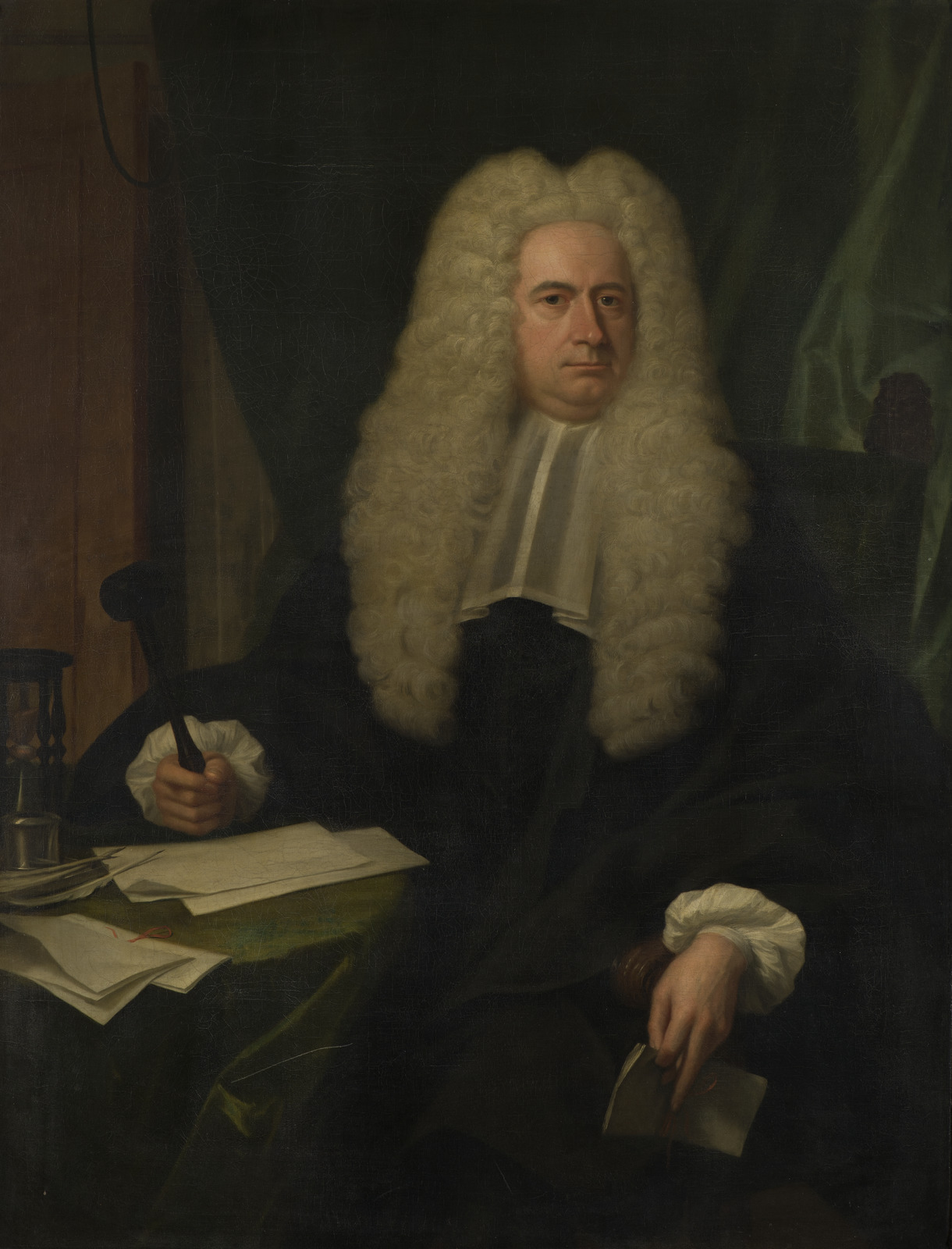
Cornelis van Bijnkershoek, Philip van Dijk 1733

Cornelis van Bynkershoek (* 29. Mai 1673 in Middelburg; † 16. April 1743 in Den Haag) war ein Jurist der eleganten Schule in den Niederlanden.

## Leben
Bynkershoek war der Sohn eines Segelmachers. Nach dem Besuch der Lateinschule in seiner Geburtsstadt begann er an der  Universität Franeker Theologie zu studieren. 1691 wechselte er auf Empfehlung Ulrich Hubers zum Jurastudium. Er promovierte 1694 und ließ sich in Den Haag als Rechtsanwalt nieder.
1704 wurde er Mitglied, 1724 Präsident des Hohen Rates, des obersten Gerichts, von Holland, Zeeland und West-Friesland.

## Lehre
Als Zivilrechtler ist Bynkershoek Vertreter der eleganten niederländischen Schule. Als Mitglied und Präsident des obersten Gerichts hat er für sich – Bynkershoek wollte keine Veröffentlichung – seine Fälle aufgezeichnet und auch Einzelheiten über die Beratung und abweichende Meinungen anderer Richter. Erst 1926 wurden diese Aufzeichnungen unter dem Titel „Observationes tumultuariae“ veröffentlicht.
Bedeutung hat Bynkershoek aber auch für das Völkerrecht beziehungsweise Seevölkerrecht. Im Gegensatz zu Grotius bejaht er in seiner Schrift „De dominio maris dissertatio“ die Frage, ob die Regierung Herrschaft (dominium) über das Meer haben können: „Die territoriale Souveränität endet dort, wo die Kraft der Waffen endet“. Bynkershoek entwickelte damit eine wirkungsmächtige philosophische Grundlage für die 3-Meilen-Zone.

## Werke
- Cornelis van Bynkershoek: De dominio maris dissertatio. 1702.
- Cornelis van Bynkershoek: Observationes juris romani. 1733. Münchener Digitalisierungszentrum Online
- Cornelis van Bynkershoek: Observationes tumultuariae. (veröffentlicht ab 1926). von James Brown Scott (Hrsg.): Oxford University Press, New York Digitalisat